# John Lambert (General, 1619)

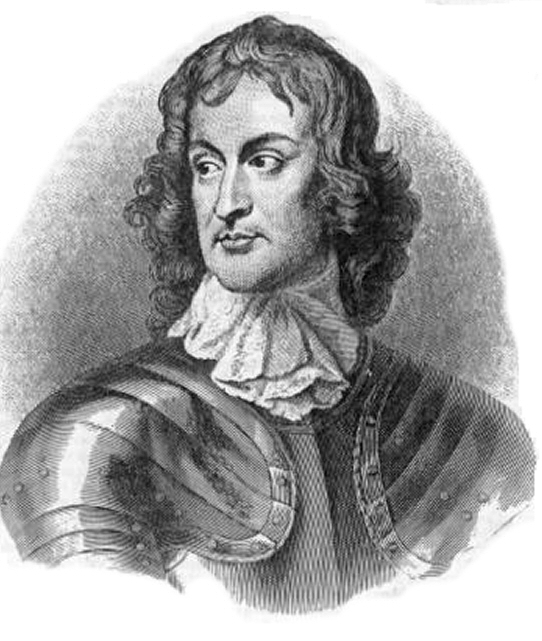
John Lambert

John Lambert (* 7. September 1619 in Gallon Hall bei Kirkby Malham; † 28. März 1684 auf Drake’s Island im Plymouth Sound) war ein englischer Politiker und Soldat zu Zeiten des Englischen Bürgerkrieges und des Commonwealth.

## Vorleben
Lambert kam am 7. September 1619 in Gallon Hall in der Grafschaft Kirkby Malham zur Welt, er stammte aus einer alten englischen Familie. Er studierte im Gerichtsbezirk Inns of Court in London Jurisprudenz und heiratete 1639 Frances Lister, die Tochter von Sir William Lister.

## Militärische Laufbahn

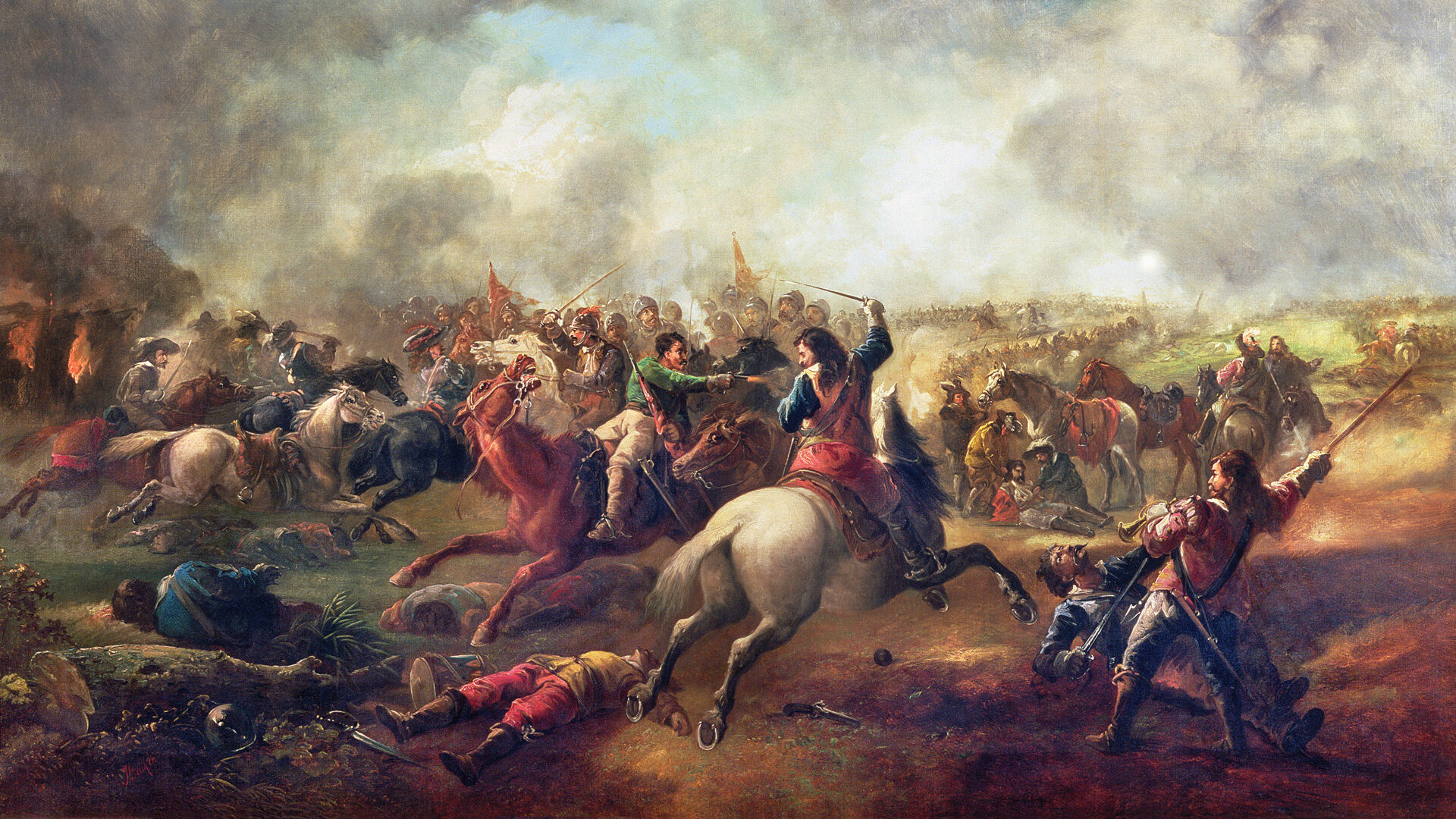
Die Schlacht von Marston Moor nach einem Gemälde von J. Barker

John Lambert wurde in der Armee von Ferdinando Fairfax, 2. Lord Fairfax of Cameron im September 1642 zum Hauptmann der Kavallerie ernannt. Innerhalb eines Jahres stieg er zum Oberst eines Kavallerieregimentes auf, im Oktober 1643 zeichnete er sich in der Belagerung von Hull aus. Anfang 1644 leistete er gute Dienste in der Schlachten von Nantwich und Bradford. In der Schlacht von Marston Moor wurde Lamberts eigenes Regiment beim Angriff von Lord Goring von seiner Armee abgeschnitten, er konnte sich aber mit einigen Truppen einen Weg zurück bahnen und sich Oliver Cromwell auf der anderen Seite des Schlachtfeldes anschließen.
Als die New Model Army Anfang 1645 aufgestellt wurde, wurde Oberst Lambert zum Nachfolger von Sir Thomas Fairfax als Oberbefehlshaber der nördlichen Streitkräfte ernannt und erhielt den Titel eines Kommissionsgeneral. Er wurde bald durch Sydnam Poyntz ersetzt und unter diesem Offizier diente er in dem Yorkshire-Feldzug von 1645 und wurde vor Pontefract verwundet. 1646 bekam er ein Regiment der New Model Army übertragen, diente Sir Thomas im Westen Englands und mit Cromwell und anderem beauftragter Unterhändler, um über die Kapitulation des royalistischen Oxfords in demselben Jahr zu verhandeln. Es ist ersichtlich, schreibt Charles Harding Firth im Dictionary of National Biography, dass er gleich zu Anfang als ein Offizier mit ungewöhnlichen Fähigkeiten betrachtet wurde und insbesondere für halbpolitische Aufträge ausgewählt wurde.

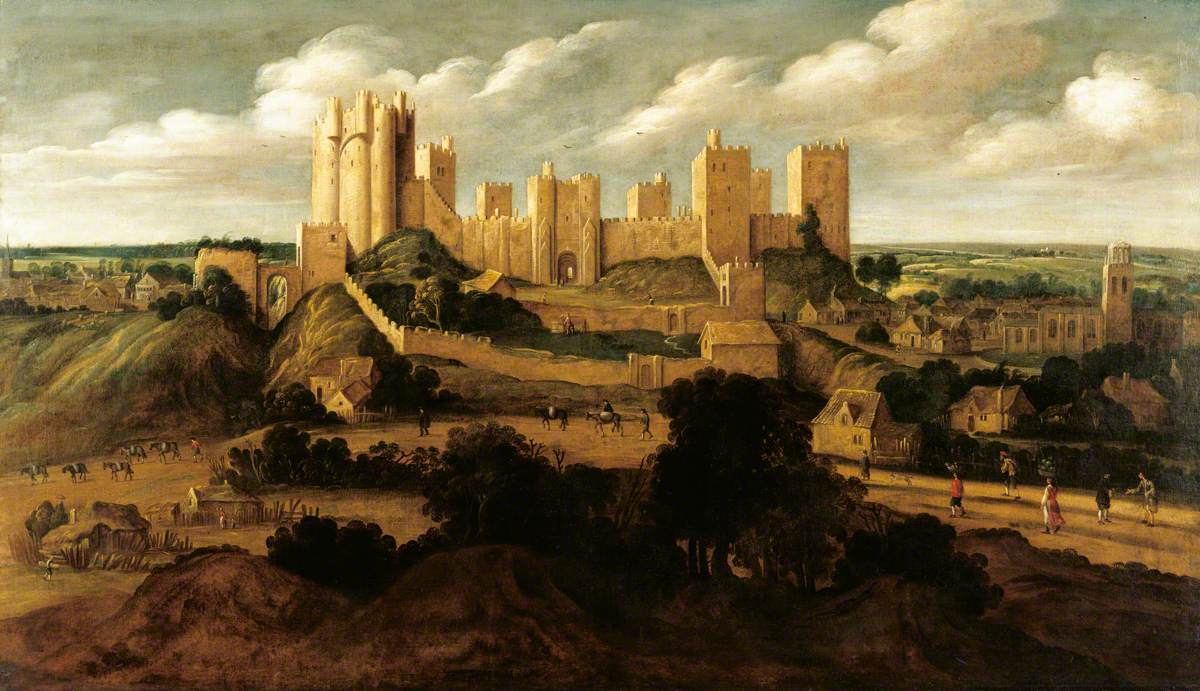
Das belagerte Pontefract Castle

Während der Auseinandersetzungen zwischen Armee und Parlament vertrat Lambert die Seite der Armee. Er unterstützte Henry Ireton beim Verfassen einer Rede und Organisieren der Proteste durch die Armee. Beide Männer besaßen juristische Erfahrungen. Anfang August 1647 wurde Lambert von Fairfax als Generalmajor entsandt, um die Streitkräfte in der nördlichen Grafschaften zu übernehmen. Seine Verwaltungsführung in dieser Sache wurde von Whitelocke lobend hervorgehoben. Er stellte Meutereien innerhalb seiner Truppen ab, hielt strikte Disziplin und brachte die Moss-Truppen zur Strecke, die sich in der Gegend des Heidemoores festgesetzt hatten.
Bei Beginn des Zweiten Englischen Bürgerkrieges war Lambert ein junger General von 29 Jahren. Dies wurde seinem Status mehr als gerecht. Er überließ Oberst Edward Rossiter die Belagerungen von Pontefract Castle und Scarborough Castle, und eilte nach Cumberland, um mit den englischen Royalisten unter der Führung von Sir Marmaduke Langdale zu verhandeln. Mit seiner Kavallerie hatte er bei Carlisle Feindberührung und fiel langsam zurück, unternahm kleinere Angriff gegen die Nachhut, um den Vormarsch des Feindes zu verzögern und Zeit für Bowes und Barnard Castle zu gewinnen. Langdale folgte ihm nicht in die Berge, nutzte aber die Zeit, um Rekruten auszuheben, Material und Nahrungsmittel für die Schotten zu vervollständigen. Lambert, der gestärkt aus Mittelengland hervorging, erschien Anfang Juni und schlug ihn bis Carlisle zurück, ließ aber seine Arbeit unvollendet. Etwa um dieselbe Zeit wurden die einheimischen Pferde von Durham und Northumberland von Sir Arthur Hesilrige auf dem Schlachtfeld eingesetzt und mit ihnen errang unter Oberst Robert Lilburne einen beachtenswerten Erfolg am 30. Juli beim River Coquet.

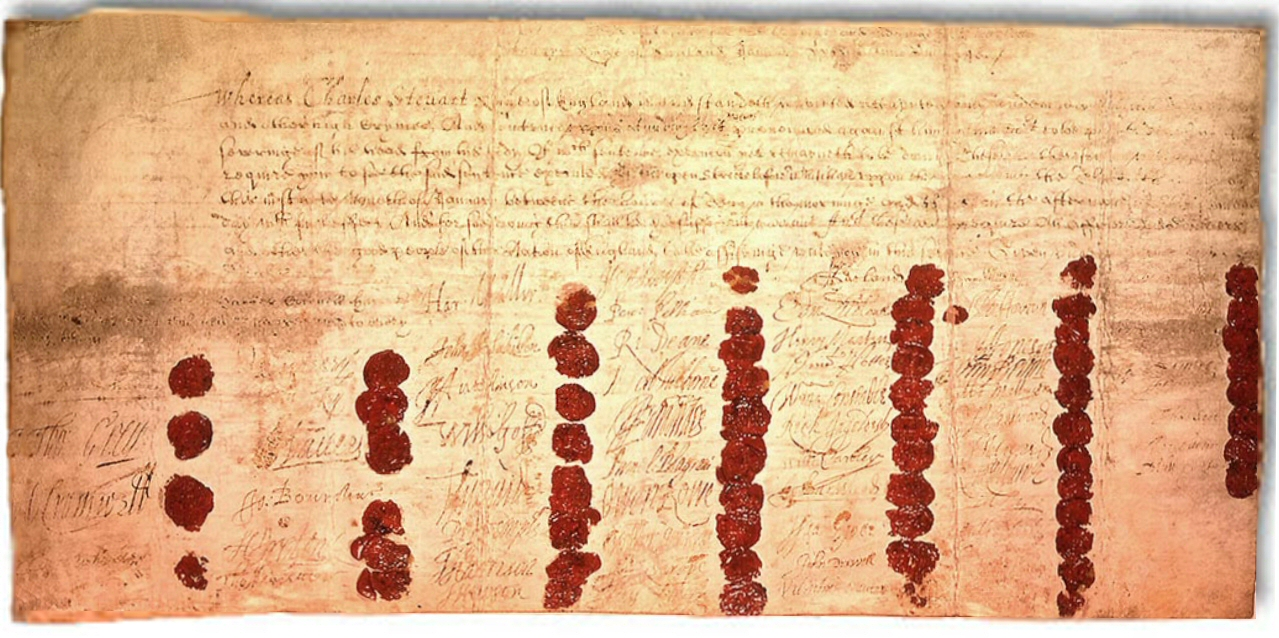
Todesurteil von König Karl I.

Diese Schlachtenwende, verbunden mit der Gegenwart der Streitkräfte von Langdale in Cumberland, zwang Hamilton, den Weg über die Westküste zu seinem Vorteil zu nutzen, und seine Armee begann, sich langsam in Bewegung zu setzen, und nahm die Passage zwischen Gebirge und Meer. Dieser Feldzug ist einer der brillantesten in der englischen Militärgeschichte. Während die schottische Armee unter James Hamilton, 1. Duke of Hamilton, in England im Sommer 1648 einfiel, war Lambert gezwungen sich zurückzuziehen; aber Lambert begann, die Eindringlinge zu verfolgen, bis Cromwell aus Wales kommend auftauchte und die schottische Armee nach drei Tagen erbitterten Kampf in der Schlacht von Preston unweit von Walton-le-Dale bei Preston in Lancashire vernichtend geschlagen wurde. Nach der Schlacht führte die Kavallerie von Lambert die Verfolgungsjagd an, in der den flüchtenden, royalistischen Soldaten nachgesetzt wurden, bis sie bei Uttoxeter eingeschlossen wurden und Hamilton sich Lambert am 25. August 1648 ergab. Lambert führte den Marsch auf Schottland mit der Armee von Cromwell an, bis dieser wieder eintraf. Von Dezember 1648 bis März 1649 war er an der Belagerung von Pontefract Castle beteiligt. Lambert wurde zum Zeitpunkt der Pride’s Purge, des Prozesses und der Hinrichtung von Karl I. nach London geschickt.
Als Cromwell im Juli 1650 zum Oberbefehlshaber im Kriege in Schottland berufen wurde, folgte Lambert ihm als Generalmajor und stellvertretender Oberbefehlshaber. Er wurde bei Musselburgh verwundet, kehrte aber an die Front zurück, um am bevorstehenden Sieg von Dunbar mit teilzunehmen. Er selbst wehrte einen Überraschungsangriff der Covenanter in der Schlacht von Hieton in der Grafschaft Hamilton am 1. Dezember 1650 ab. Im Juli 1651 wurde er nach Fife geschickt, um der schottischen Armee bei Falkirk in den Rücken und in die Flanke zu fallen, schnitt ihnen die Versorgung ab und zwang sie zu einer Verteidigungsaktion. Dieses Vorhaben, in deren Verlauf er einen wichtigen Sieg in der Schlacht bei Inverkeithing holte, war darum so erfolgreich, weil Lambert die Schritte von Karl II. richtig vorher gesehen hatte. Lambert plante den sich daraus ergebenden Worcester Feldzug mit und führte ihn brillant aus. Beim krönenden Sieg in der Schlacht von Worcester kommandierte er den rechten Flügel der englischen Armee, wobei sein Pferd unter ihm getötet wurde. Die Parlamentarier boten ihm Ländereien in Schottland an, die 1.000 £ im Jahr wert waren.

## Politische Laufbahn
John Lambert wurde im Oktober 1651 Beauftragter für Siedlungsangelegenheiten in Schottland und wurde nach dem Tode von Ireton im Januar 1652 zum Lord Deputy of Ireland ernannt. Er traf umfangreiche Vorbereitungen; das Parlament stellte in die irische Verwaltung wieder her und Lambert weigerte sich seinen Dienst unter den neuen Gegebenheiten anzutreten. Er begann dann gegen das sogenannte Rumpfparlament zu opponieren. Im Rat der Offiziere führte die Partei an, die eine repräsentative Regierung forderte im Gegensatz zu Thomas Harrison, der eine Oligarchie von Gottes fürchtigen Männern befürwortete. Beide Gruppierungen hassten das Rumpfüberbleibsel des Langen Parlamentes und drangen Cromwell es mit Gewalt aufzulösen.
Zu derselben Zeit wie Lambert von parlamentarischen Führern aufgesucht wurde, um mit ihm die Möglichkeit zu erläutern wie Cromwell von seinem Oberbefehl zu entbinden wäre, weigerte sich am 15. März 1653 ihn zu sehen und sprach von ihm verächtlich als dem nicht zu durchschauenden Lambert. Am 20. April 1653 begleitete dennoch Lambert Cromwell als dieser den Staatsrat auflöste und das Parlament gewaltsam auseinandertrieb.
Lambert befürwortete nun die Aufstellung eines kleinen Ausführungsrates, dem ein gewähltes Parlament folgen sollte, dessen Macht durch ein geschriebenes Regierungsinstrument beschränkt werden sollte. Als herrschender Geist im Staatsrat und als ein Idol in der Armee, wurde er als möglicher Rivale zu Cromwell in Obersten Ausführungsgewalt gesehen und die Royalisten machten sich für kurze Zeit Hoffnungen, dass er sie unterstützen würde. Er wurde mit Cromwell, Harrison und John Desborough eingeladen im nominierten „Barebone’s Parliament“ von 1653 teilzunehmen. Als die Versammlung unpopulärer wurde, bewegte sich Cromwell auf Lambert zu. Im November 1653 führte Lambert den Vorsitz bei einem Treffen von Offizieren, als die Frage der verfassungsgemäßen Gewaltenteilung diskutiert wurde, und der Vorschlag gemacht wurde, das nominierte Parlament auseinanderzutreiben. Am 12. Dezember 1653 dankte das Parlament ab und legte seine Befugnisse in die Hände von Oliver Cromwell und am 13. Dezember erhielt Lambert von den Offizieren die Genehmigung für die Bildung eines Regierungsinstrumentes, in dessen Rahmen er die Führung übernehmen sollte. Er war einer von sieben nominierten Offizieren mit Sitz im Staatsrat, der vom Regierungsinstrument geschaffen wurde.

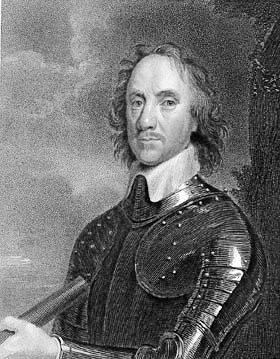
Oliver Cromwell

In der Außenpolitik des Protektorates forderte er 1653 die Allianz mit Spanien und Krieg mit Frankreich und lehnte entschieden den Plan von Cromwell ab, eine Expedition nach Westindien zu unternehmen. In den Parlamentsdebatten des Regierungsinstrumentes 1654 schlug Lambert das Amt eines vererblichen Lordprotektors vor, das von der Mehrheit einschließlich Cromwells Familienangehörigen abgelehnt wurde. In diesem Jahr und 1656 saß Lord Lambert, wie er sich nun nannte, als Parlamentsmitglied für den West Riding of Yorkshire. Er war einer der im August 1655 ernannten Generalmajore, die den Oberbefehl über die Milizen in den zehn Distrikten erhielten, in die England nach einem Vorschlag aufgeteilt wurde. Gleichzeitig war er für die Disziplin und die Ausführung der Gesetze in den Distrikten verantwortlich.
Lambert hatte auch einen bedeutenden Einfluss im Ratsausschuss, der Anweisungen für die administrativen Generalmajore ausstellte. Er war auch der Organisator des Polizeisystems, welches die Offiziere ebenfalls kontrollierten. Samuel Gardiner vermutete, dass unterschiedliche Meinungen zwischen Protektor und Lambert in Zusammenhang mit diesen Anweisungen zu einer Entfremdung zwischen beider Männer führte. Obwohl Lambert früher eine Übernahme der Königswürde durch Cromwell vorgeschlagen hatte, lehnte er den Vorschlag des Parlamentes im Februar 1657 ab, Cromwell zum König von England zu erklären.
Hundert Offiziere, die von Charles Fleetwood angeführt wurden, und Lambert suchten den Protektor auf und baten ihn, dieses Vorhaben abzubrechen. Cromwells Argumente überzeugten Lambert nicht und eine Entfremdung zwischen beiden trat ein – persönlich wie auch politisch. Als Lambert sich weigerte, den Diensteid auf den Lordprotektor zu leisten, wurde er von allen seinen Ämtern und Aufgaben entbunden und erhielt anstelle dessen eine Jahrespension von 2.000 £. Er zog sich aus dem öffentlichen Leben nach Wimbledon zurück. Aber kurz vor seinem Tode versöhnte sich Cromwell mit Lambert und Lambert und seine Frau besuchten Cromwell in Whitehall.
Als Richard Cromwell am 3. September 1658 zum Protektor ausgerufen wurde, lag seine größte Schwierigkeit darin, dass er über die Armee keine tatsächliche Macht besaß. Lambert, obwohl er keinen militärischen Auftrag hatte, war der populärste unter den alten Generälen von Cromwell, die Rang und Namen hatten, und es wurde allgemein angenommen, dass er die Macht von Oliver Cromwell übernehmen würde. Die Anhänger von Richard Cromwell versuchten, ihn zu beschwichtigen, und die royalistischen Führer machten sich schon große Hoffnungen und schlugen sogar vor, dass Karl II. die Tochter von Lambert heiraten sollte. Zunächst unterstützte Lambert Richard Cromwell halbherzig und hatte keinen Anteil an den Intrigen, die die Offiziere in Fleetwoods Haus, dem Wallingford House, spannen. Als Abgeordneter für das Borough Pontefract in Yorkshire war er Mitglied des Dritten Protektoratsparlamentes, welches im Januar 1659 zusammentraf und das bis zu ihrer Auflösung im April tagte, als es von Fleetwood und Desborough auseinandergetrieben wurde. Danach behielt er wieder den Oberbefehl. Er führte im Mai 1659 die Delegation an, die sich an Lenthall wandte, um zur Rückkehr des Rumpfparlament einzuladen, welches den Rückzug von Richard Cromwell herbeigeführt hatte. Er wurde zum Mitglied des Sicherheitsausschusses und des Staatsrates ernannt.
Als das Parlament beim Versuch, die Macht über die Armee zu erlangen, von Fleetwood das Recht abgesprochen bekam, Offiziere zu ernennen, wurde Lambert in dem Rat der sieben Ämter mit dieser Aufgabe betreut. Das Parlament misstraute ganz offensichtlich den Soldaten und rief wiederum Unzufriedenheit in der Armee hervor. In Abwesenheit einer Autorität fühlten sich die Royalisten ermutigt, Versuche zu unternehmen, die Monarchie unter Karl II. wiederherzustellen. Der ernsteste von allen war der von Sir George Booth und Charles Stanley, 8. Earl of Derby und wurde am 19. August 1659 in der Nähe von Chester durch Lambert zerschlagen. In einer Eingabe aus seiner Armee setzte er sich dafür ein, Fleetwood zum Lordgeneral und sich zum Generalmajor zu machen. Die republikanische Partei im Parlament nahm Anstoß daran. Die Parlamentarier hielten Lambert und andere Offiziere fest und stellten Fleetwood als Vorsitzender des Militärrates unter die Aufsicht des Parlamentssprecher. Am nächsten Tag sorgte Lambert dafür, dass die Türen des Parlamentes verschlossen waren und die Parlamentsmitglieder draußen blieben. Am 26. Oktober wurde ein neuer Sicherheitsausschuss einberufen, dem Lambert angehörte. Er wurde ebenfalls zum Generalmajor aller Streitkräfte in England und Schottland und Fleetwood zum General ernannt.

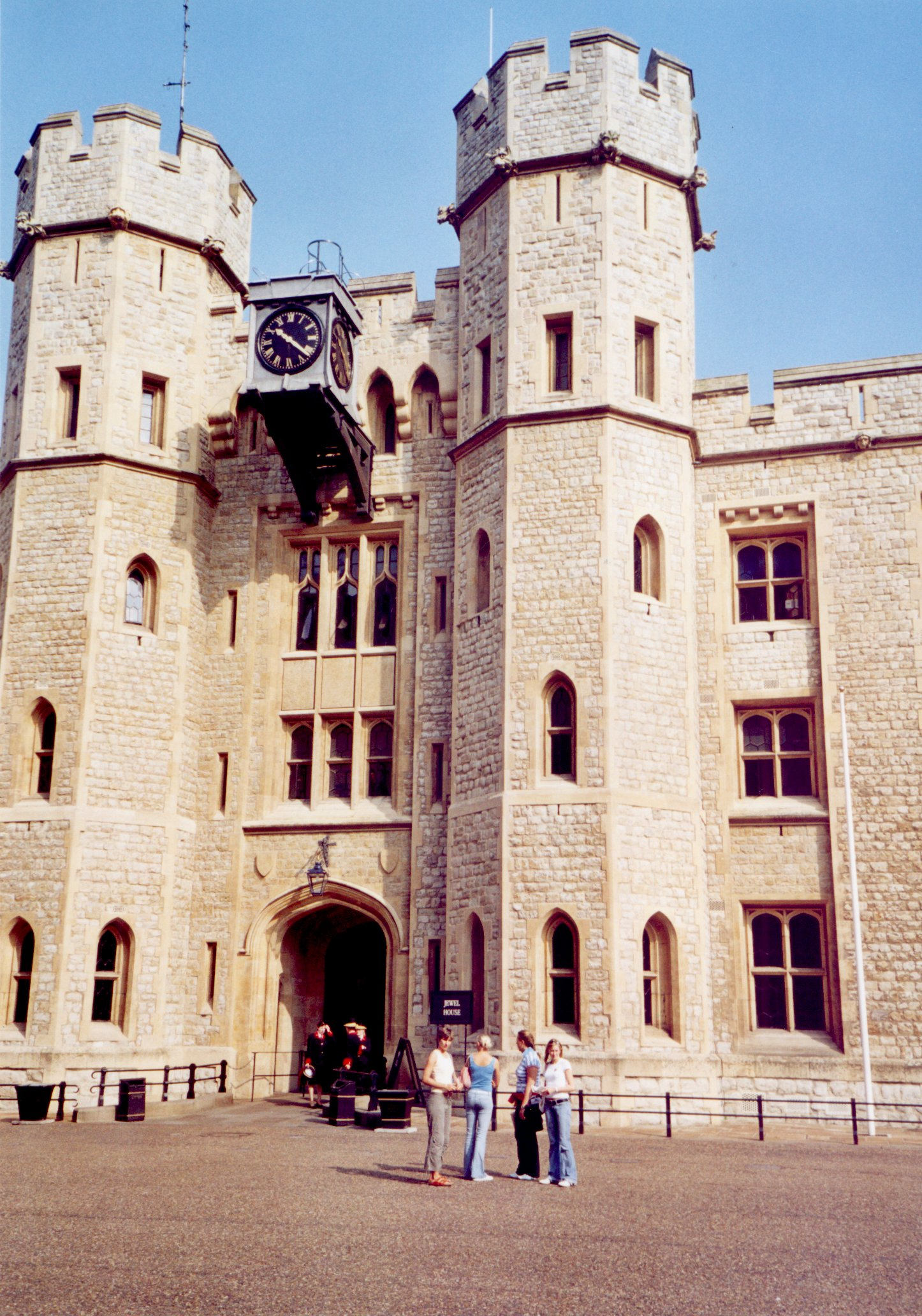
Tower of London

Lambert wurde mit einer großen Streitmacht zu einem Treffen mit George Monck geschickt, der die englischen Streitkräfte in Schottland befehligte, um mit ihm einig zu werden oder ihn zu einem Ergebnis zu seinen Bedingungen zu zwingen. Monck dagegen marschierte südwärts. Die Armee von Lambert begann sich aufzulösen und wurde von Monck in ständiger Ungewissheit gehalten, bis seine ganze Armee desertierte und er weitgehend alleine wieder nach London zurückkehrte. Monck marschierte ungeschlagen in London ein. Die ausgeschlossenen Presbyterianer wurden wieder einberufen. Lambert wurde am 3. März 1660 in den Tower of London geworfen, aus dem er einen Monat später flüchtete. Er versuchte, den Bürgerkrieg im Sinne des Commonwealth wiederaufleben zu lassen, indem er durch eine Proklamation alle Unterstützer der guten alten Sache aufrief, sich auf dem Schlachtfeld von Edgehill zu versammeln. Aber er wurde am 22. April in Daventry von Oberst Richard Ingoldsby erneut gefangen. Ingoldsby hatte das Todesurteil des Vaters von Karl II. unterzeichnet und hoffte, die Begnadigung zu bekommen, indem der Lambert dem neuen Regime übergab. Lambert kam wieder in den Tower of London und wurde dann zum Castle Cornet auf Cornet Rock nahe der Insel Guernsey gebracht.
Während der Restauration war Lambert aufgrund einer Note beider Häuser des Parlamentes an den König zunächst von der Strafverfolgung ausgeschlossen. Aber bereits 1662 klagte das Kavalierparlament ihn wegen Hochverrat an. Im April 1662 wurde er mit Sir Henry Vane nach England gebracht und im Juni 1662 verurteilt. Am 25. Juli bekam Lord Hatton eine Urkunde überreicht, dass er als Gouverneur von Guernsey „die Person von John Lambert, allgemein als Oberst John Lambert bekannt“ in Gewahrsam nehmen solle „und ihn als Landesverräter gefangen und einkerkern solle, bis weitere Anweisungen erfolgen“. Am darauffolgenden 18. November gab der König Lord Haton den Befehl, „dem Obersten John Lambert die Freiheit und den Genuss zu schenken, sich innerhalb der Insel frei zu bewegen, sofern die Handhabe seiner Person sichergestellt sei“.

## Späteres Leben
1667 wurde Lambert nach Drake’s Island vor Plymouth gebracht, wo er während des strengen Winters 1683/1684 starb. Sein Grab existiert heute nicht mehr, aber er wurde am 28. März 1684 bei der St. Andrews Church in Plymouth bestattet.

## Bedeutung
Die Rolle von Lambert im Bürgerkrieg und Commonwealth sind heutzutage weitgehend vergessen. Es wurde berichtet, dass Lamberts Natur mehr mit den royalistischen Geist etwas gemein hatte als mit den puritanischen. Eingebildet und ehrgeizig glaubte er, dass sich Cromwell nicht ohne ihn behaupten könne und als Cromwell starb, dachte er daran seine Stelle einzunehmen. Als Soldat war er mehr als nur ein kämpfender General und besaß viele geniale Züge eines großen Generals. Er war ein fähiger Autor und Redner und ein vollendeter Unterhändler und fand Gefallen an einer stillen Innenpolitik. Über Lord Fairfax, der sein Meister in der Kriegskunst war, lernte er seine Liebe zur Gartenarbeit kennen. Er malte die Blumen, die er heranzog und wurde von Mrs. Hutchinson beschuldigt „die Blumen in seinem Garten schön herzurichten und damit seine Frau und seine Töchter zu ärgern“. Es wird berichtet, dass er vor seinem Tode zum römisch-katholischen Glauben übertrat.